# Hede Bühl
Hede Bühl (Haan (Noordrijn-Westfalen), 8 juni 1940) is een Duitse beeldhouwster.

## Leven en werk
Bühl studeerde van 1958 tot 1963 beeldhouwkunst aan de Kunstakademie Düsseldorf. Zij was een leerlinge van Josef Mages en was de Meisterschülerin van Joseph Beuys. Aansluitend werkte zij tot 1965 in het atelier van de beeldhouwer Ewald Mataré. In 1968 kreeg zij de Grünholz-Preis in Dusseldorf en in 1971 een beurs van de Kulturkreis Bundesverband der Deutsche Industrie in Keulen.
Bühl won in 1973 de Villa-Romana-Preis voor een verblijf in Florence, kreeg in 1974 een aanmoedigingsprijs van de stad Düsseldorf en in 1975 een werkbeurs van de Kulturkreis Bundesverband Deutsche Industrie voor een leertijd in een steengroeve van de steenhouwerij van Zeidler & Wimmel in Kirchheim (Neder-Franken). In 1979 verbleef zij met de Villa-Massimo-Preis in Rome en in 1982 kreeg zij de Kunstpreis der Künstler in Düsseldorf.
In 2007 ontving zij de prestigieuze Käthe-Kollwitz-Preis van de Akademie der Künste in Berlijn.
De kunstenares woont in werkt in Düsseldorf. Haar werken worden in sterke mate bepaald door omzwachtelde, verpopte menselijke lichamen, bustes, hoofden en schedels. De door haar gebruikte materialen zijn hout, brons, marmer, albast en staal.

## Enkele werken
- Große Stehende Figur (1971)[3], beeldenroute Kunstwegen, Grünanlage Völlinkhoff in Nordhorn
- Kopf (1973), Sammlung Felix Schenker in Villingen-Schwenningen
- Sitzende Figur (1974), buitencollectie Skulpturenmuseum Glaskasten in Marl
- Denkmal für die Opfer des Naziregimes (1984)[4], Burgplatz in Duisburg

## Fotogalerij

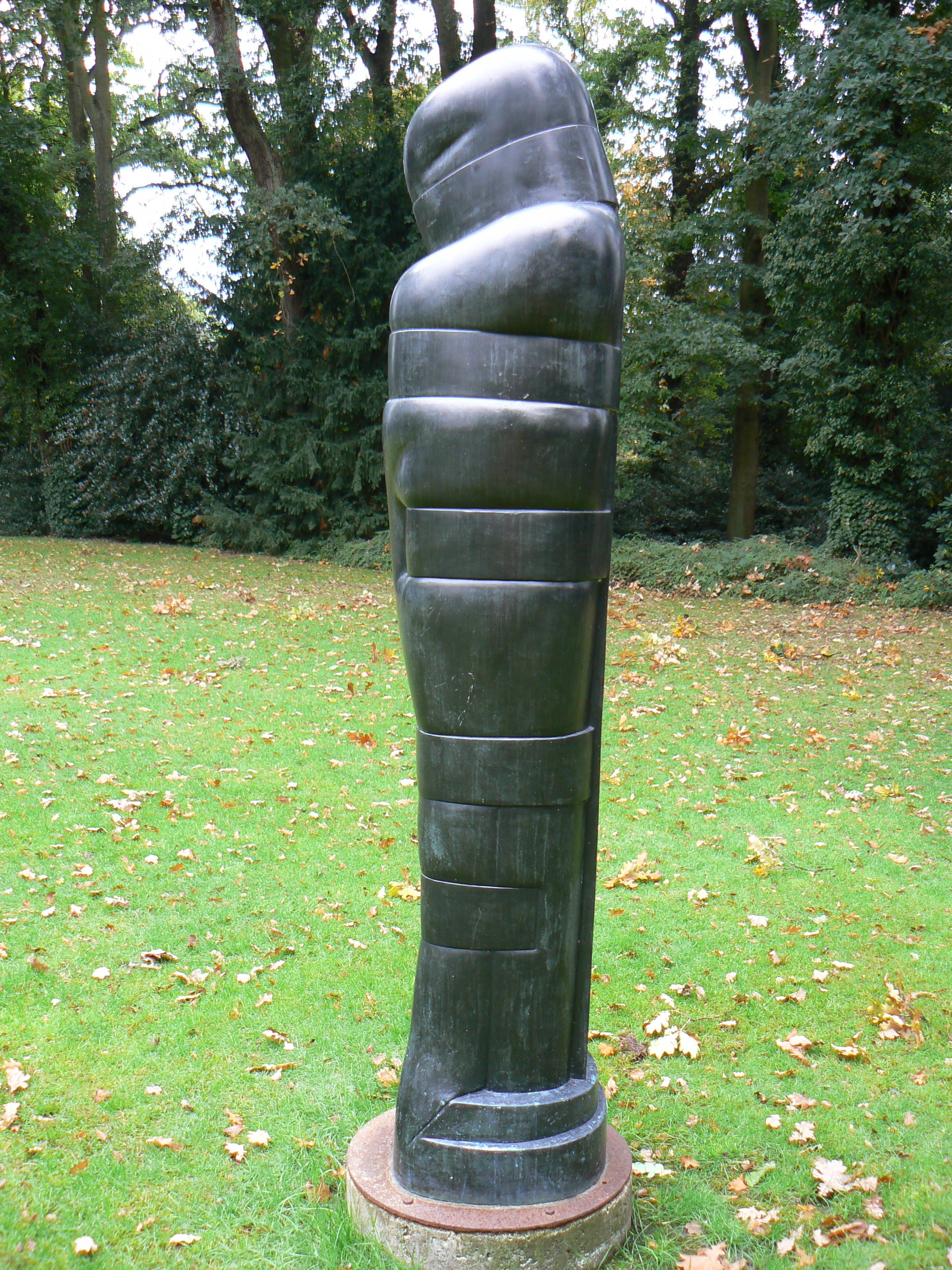
Große Stehende Figur, Nordhorn
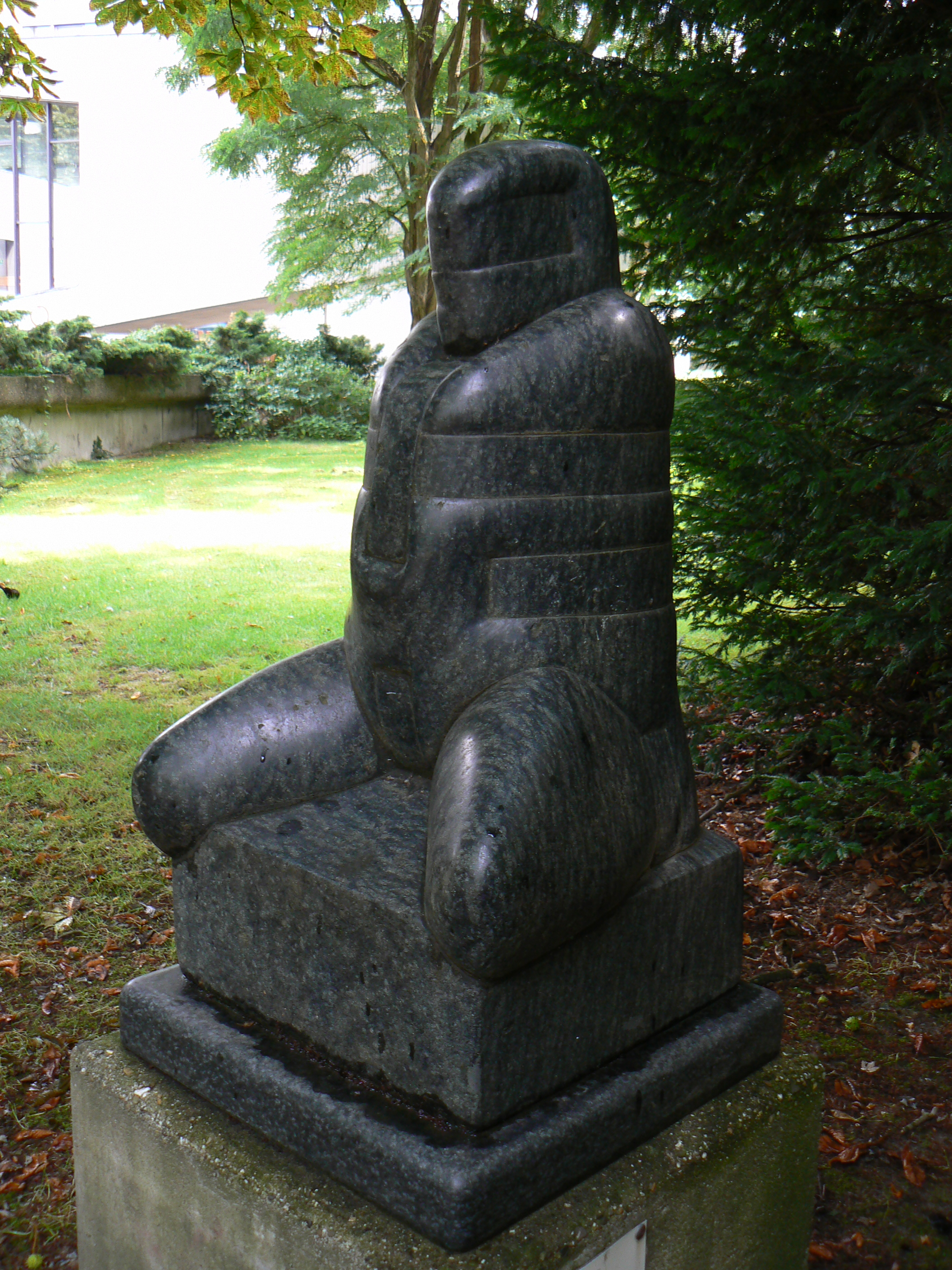
Sitzende Figur, Marl